# Ancée fils de Poséidon
Pour les articles homonymes, voir Ancée.
Dans la mythologie grecque, Ancée (en grec ancien Ἀγκαῖος / Ankaĩos) est roi de Samos et fils de Poséidon.
Il est un des Argonautes, tout comme son homonyme Ancée fils de Lycurgue, et s'illustre comme timonier de l'Argo. Pratiquant la viticulture, il meurt tué par un sanglier qui ravage ses vignes sans jamais avoir pu goûter son vin, tel que l'avait prédit un voyant.

## Étymologie
Le nom « Ἀγκαῖος / Ankaĩos », déjà étudié par Eustathe de Thessalonique, semble lié à la force et l'habileté des homonymes d'Ancée, le fils de Lycurgue et le lutteur vaincu par Nestor. Il est rapproché de la racine indo-européenne « *ang- », correspondant aux noms grecs « ὀγκή / onkḗ » (« articulation ») et « ἀγκάς / ankás » (« bras »), ainsi qu'au thème « ἀγκ- / ank- », qui se retrouve dans de nombreux mots liés à la courbure. Le lien avec « ἄγκος / ánkos (« vallée ») est moins plausible.

## Mythe

### Généalogie
La généalogie d'Ancée est connue par Pausanias le Périégète dans la Description de la Grèce, qui cite Asios de Samos : l'auteur traite de l'histoire ancienne de l'île de Samos, en la réduisant à une liste généalogique dans laquelle figure ce personnage, roi des Lélèges de l'île. Ancée y est le fils de Poséidon et d'Astypalaia (en), ainsi que le père de Périlaos (el), Énoudos (el), Samos, Halithersès et Parthénope avec Samia (el), fille du dieu fleuve Méandre.
Cette parenté est confirmée par Apollonios de Rhodes dans ses Argonautiques. Hygin, quant à lui, lui donne pour mère une certaine Alta, ; il s'agit peut-être d'Althée, fille de Thestios. D'autres sources[Qui ?] en font le fils de Zeus,.

### Argonaute
Ancée est un Argonaute et participe à la quête de la Toison d'or avec Jason et son équipage, tout comme son homonyme Ancée fils de Lycurgue, avec qui il est souvent confondu : dans cette aventure, les deux se distinguent, le premier par son intelligence, le second par sa force.
À la mort de Tiphys, grâce à ses talents de navigateur, Ancée devient le timonier de l'Argo. Il s'illustre également par ses discours qui influencent ses compagnons d'aventure.

### Mort
Un fragment d'Aristote, conservé par une scholie aux Argonautiques d'Apollonios, raconte qu'un voyant prédit à Ancée qu'il ne goûterait jamais le vin produit par la vigne qu'il avait planté. Après que les raisins, mûrs, soient transformés en vin, il appelle le voyant devant lui et porte à ses lèvres une coupe pour le goûter. Avant de boire, il se moque du voyant, qui rétorque qu'« il y a loin entre coupe et lèvre » (en grec ancien « Πολλὰ μεταξὺ πέλει κύλικος καὶ χείλεος ἄκρου »). Avant qu'Ancée ne puisse prendre une gorgée, l'alarme est donnée qu'un sanglier ravage le vignoble : Ancée laisse tomber sa coupe et sort chasser l'animal, qui le tue,.
La confusion avec Ancée fils de Lycurgue est accrue avec cette légende, ce dernier étant tué au cours de la chasse du sanglier de Calydon. Lycophron, cité par Jean Tzétzès, applique la maxime au fils de Lycurgue, tandis que le scholiaste à Apollonios rapporte une version de Phérécydes où le fils de Poséidon est tué par le sanglier de Calydon,. Ces deux destins proches peuvent s'expliquer par le fait qu'il s'agisse de deux versions, l'une arcadienne et l'autre samienne, d'une même légende originelle.

## Représentation

### Peinture
D'après Pline l'Ancien, un tableau perdu Aristophon (en) représente la mort d'Ancée, blessé par le sanglier, accompagné de sa mère Astypalaia (en) en pleure. Celle-ci n'apparait pas dans les légendes entourant la mort de son fils : sa représentation permet de figurer la souffrance maternelle.

### Numismatique
Au VIe siècle av. J.-C., Polycrate de Samos fait représenter un sanglier ailé sur ses monnaies, faisant référence au mythe d'Ancée, premier roi de l'île. Ancée figure sur des pièces de monnaie samiennes d'époque romaine, après 129 av. J.-C..
Ancée ou Tiphys, en barreur de l'Argo, apparait également sur un as émis à Sidon sous Héliogabale ou Sévère Alexandre.

### Sources antiques
- Pseudo-Apollodore, Bibliothèque [détail des éditions] [lire en ligne], I, 9, 23.
- Apollonios de Rhodes, Argonautiques [détail des éditions] [lire en ligne] I, 185-189 ; II, 867-900 ; II, 1278-1280 ; IV, 210.
- Hygin, Fables [détail des éditions] [(la) lire en ligne], XIV, 16 et 26.
- Pausanias, Description de la Grèce [détail des éditions] [lire en ligne], VII, 4, 1.
- Pline l'Ancien, Histoire naturelle [détail des éditions] [lire en ligne], XXXV, 40, 13.